# Black Forest
Black Forest är en ort (CDP) i El Paso County, i delstaten Colorado, USA. Enligt United States Census Bureau har orten en folkmängd på 13 116 invånare (2010) och en landarea på 261 km².